# Flugplatz Atqasuk

i7
i11
i13
Der Flugplatz Atqasuk (englisch Atqasuk Edward Burnell Sr. Memorial Airport, IATA-Code: ATK, ICAO-Code: PATQ)  ist ein öffentlicher Flugplatz, der sich etwa zwei Kilometer südlich der Gemeinde Atqasuk im alaskischen North Slope Borough befindet.
Nach Aufzeichnungen der US-amerikanischen Luftfahrtbehörde zählte man 2368 Passagiere im Jahr 2011.

## Infrastruktur und Flugzeuge
Der Flugplatz befindet sich auf einer Höhe von 31 Metern über dem Meeresspiegel und hat eine Piste aus Kies, die 1332 Meter lang und 27 Meter breit ist. Daneben verfügt dieser Inlandsflugplatz über keinerlei Infrastruktur. Zudem ist der Flugplatz auch nicht durch einen Towerlotsen überwacht.